# Géza Toldi
Géza Toldi (en húngaro: Toldi Géza, nacido como Géza Tunigold; Budapest, 11 de febrero de 1909-16 de agosto de 1985) fue un jugador y entrenador de fútbol húngaro. En su etapa como jugador profesional se desempeñaba como delantero.

## Selección nacional
Fue internacional con la selección de fútbol de Hungría en 46 ocasiones y convirtió 25 goles. Formó parte de la selección subcampeona de la Copa del Mundo de 1938.

### Participaciones en Copas del Mundo
| Mundial                        | Sede    | Resultado        | Partidos | Goles |
| ------------------------------ | ------- | ---------------- | -------- | ----- |
| Copa Mundial de Fútbol de 1934 | Italia  | Cuartos de final | 2        | 2     |
| Copa Mundial de Fútbol de 1938 | Francia | Subcampeón       | 2        | 1     |

## Equipos

### Como jugador
| Equipo          | País    | Año       |
| --------------- | ------- | --------- |
| Ferencvárosi TC | Hungría | 1927-1939 |
| Gamma FC        | Hungría | 1939-1941 |
| Szegedi AK      | Hungría | 1941-1942 |
| Ferencvárosi TC | Hungría | 1942-1943 |
| Zuglói MADISZ   | Hungría | 1945-1946 |

### Como entrenador
| Equipo             | País      | Año       |
| ------------------ | --------- | --------- |
| Zuglói MADISZ      | Hungría   | ¿-?       |
| Vaasan Palloseura  | Finlandia | 1948-1949 |
| Odense BK          | Dinamarca | 1950-1954 |
| Aarhus GF          | Dinamarca | 1954-1956 |
| Zamalek SC         | Egipto    | 1956-1957 |
| Flyserd IF         | Dinamarca | 1957      |
| Selección nacional | Bélgica   | 1957-1958 |
| K. Berchem Sport   | Bélgica   | 1958-1960 |
| Aarhus GF          | Dinamarca | 1960-1964 |
| Viby IF            | Dinamarca | 1965-1967 |
| Boldklubben 1909   | Dinamarca | 1967-1969 |
| IK Skovbakken      | Dinamarca | 1970-1971 |
| Braedstrup Horsens | Dinamarca | 1972-1975 |

## Palmarés

### Como jugador

#### Campeonatos nacionales
| Título              | Equipo          | País    | Año  |
| ------------------- | --------------- | ------- | ---- |
| Nemzeti Bajnokság I | Ferencvárosi TC | Hungría | 1928 |
| Copa de Hungría     | Ferencvárosi TC | 1928    |      |
| Nemzeti Bajnokság I | Ferencvárosi TC | 1932    |      |
| Copa de Hungría     | Ferencvárosi TC | 1933    |      |
| Nemzeti Bajnokság I | Ferencvárosi TC | 1934    |      |
| Copa de Hungría     | Ferencvárosi TC | 1935    |      |
| Nemzeti Bajnokság I | Ferencvárosi TC | 1938    |      |
| Copa de Hungría     | Ferencvárosi TC | 1943    |      |

#### Copas internacionales
| Título                 | Equipo          | Sede            | Año  |
| ---------------------- | --------------- | --------------- | ---- |
| Copa de Europa Central | Ferencvárosi TC | Viena (Austria) | 1928 |
| Copa de Europa Central | Ferencvárosi TC | Roma (Italia)   | 1937 |

#### Distinciones individuales
| Distinción                                | Año  |
| ----------------------------------------- | ---- |
| Máximo goleador de la Nemzeti Bajnokság I | 1934 |
| Futbolista del año en Hungría             | 1938 |

### Como entrenador

#### Campeonatos nacionales
| Título            | Equipo    | País      | Año  |
| ----------------- | --------- | --------- | ---- |
| 1. division       | Aarhus GF | Dinamarca | 1955 |
| Copa de Dinamarca | Aarhus GF | Dinamarca | 1955 |
| 1. division       | Aarhus GF | Dinamarca | 1956 |
| 1. division       | Aarhus GF | Dinamarca | 1960 |
| Copa de Dinamarca | Aarhus GF | Dinamarca | 1960 |
| Copa de Dinamarca | Aarhus GF | Dinamarca | 1961 |